# Jean François Aimée Gottlieb Philippe Gaudin
Jean François Aimée Gottlieb Philippe Gaudin (Longirod, cantó de Vaud, 1766- 1833) va ser un pastor, professor i botànic suís.
Va ser l'autor d'una monumental "Flora Helvetica" en 7 vols., on descriu nombroses espècies noves. A més de molses, algues i bolets; el seu herbari conservat en el "Museu i Jardins Botànics Cantonals de Vaud", conté 3.534 etiquetes d'espermatòfits.
Va desenvolupar la seva càtedra de Botànica a Lausana

## Algunes publicacions

### Llibres
- hans rudolf Maurer, jean françois Gaudin. 1817. Abrégé de l'histoire de la Suisse. Editor chez Orell Fussli, 167 pàg.

## Honors

### Epònims
Es nomena al Gènere Gaudinia en el seu honor.
Té 329 registres IPNI de les seves identificacions i nomenaments de noves espècies, amb un bon nombre de la família de Poaceae; publicant-les habitualment en : Fl. Helv.; Agrost. Helv.; Syn. Fl. Helv.